# Fülöp
Fülöp is een plaats (község) en gemeente in het Hongaarse comitaat Hajdú-Bihar. Fülöp telt 1878 inwoners (2001).